# پریسیلا فایا
پریسیلا فایا (به انگلیسی: Priscilla Faia) بازیگر کانادایی است.
از فیلم‌های معروف او می‌توان به بازی در مجموعه تلویزیونی پلیس‌های تازه‌کار اشاره کرد.